# استهداف جغرافي

الاستهداف الجغرافي هو وسيلة قابلة للتطبيق لتوزيع الموارد، وخاصة للتخفيف من حدة الفقر في البلاد. وفي هذا السياق، يمكن نشر الإنفاق العام والتدخلات السياسية للوصول إلى أفقر الشعوب في المناطق الأكثر فقرًا.
كما يتم استخدام مجموعة متنوعة من التقنيات في الاستهداف الجغرافي للتخفيف من حدة الفقر، مثل قاعدة البيانات، ونظم المعلومات الجغرافية لإنشاء خريطة للفقر.